# Mezopotamska mitologija
Mezopotamska religija javlja se kod Sumerana i razvijaju je drugi narodi Mezopotamije; kao takva održala se i antičkom dobu. 
Mezopotamci štuju antropomorfna božanstva. Imaju ozakonjen kult, hijerarhiju svećenika i druge kultne službenike. Tome prethode primitivni oblici religije i kulta s fetišizmom, totemizmom, animizmom, magijom i sličnim elementima.
Obožavaju nebeska tijela kao što su sunce ili mjesec itd. Obožavaju zemlju, vodu, javlja se kult mrtvih i vjerovanje u demone. Vladarima daju nadnaravne osobine.
Imaju božanstva prvog i drugog reda.
Prema znanstvenoj rekonstrukciji mita, sumerski svećenici smatrali su da su iz prvobitnog mora, čiji je gospodar bila božica Namu, nastali Nebo i Zemlja u obliku velike planine. Namu je stvorila boga Ana, gospodara Neba, i Ki, gospodaricu Zemlje. Njihov je sin bio Enlil, bog zraka koji je razdvojio Nebo od Zemlje. Zemlja je bila zamišljena kao ploča koja pliva na vodi, a Nebo kao čvrsti svod. Kako je sve bilo u potpunom mraku, Enlil je stvorio mjesec, zvijezde i sunce, te boga Nanu, koji je stvorio Utua, boga sunca. Enlil i njegova majka Ki stvorili su uz pomoć Enkija, boga slatke vode biljni i životinjski svijet na zemlji. Čovjek je bio smatran djelom više božanstava. Trijadu vrhovnih bogova činili su bogovi An (nebo), Enlil (zemlja) i Ea (voda).
Svaki Mezopotamski grad imao je svoga osobnog boga zaštitnika kojemu je u gradu bio izgrađen stepenasti hram u obliku kule sa svetištem na vrhu: zigurat.
Mezopotamski mitovi i legende su bile važan činitelj mezopotamske religije i bili su zapisani sumeranskim klinastim pismom. Jedan od najstarijih je ujedno i najstarije sačuvano književno djelo na svijetu, "Ep o Gilgamešu".

## Popis božanstava
- Sin (ili sumerski "Nanna - Suen"), Bog mjeseca.
- Šamaš (ili sumerski "Utu"), Bog sunca. Ostale vidljive planete su bile povezivane s drugim božanstvima, kao:
- Enki i kasnije Nabu s planetom Merkurom.
- Ištar (ili sumerski "Inanna"), Božica nebesa i ljubavi, ali i rata, poistovjećena s Venerom.
- Nergal poistovjećen s Marsom.
- Enlil, kasnije Marduk je povezivan s Jupiterom.
- Ninurta predstavlja Saturn.

- Mumu

## Vanjske poveznice
- University of Michigan.  Tradicije mađijanja u kasnoj antici.  Arhivirana inačica izvorne stranice od 28. kolovoza 2005. (Wayback Machine)